# فالي دي فالديبيزانا
بلدية فالي دي فالديبيزانا (بالإسبانية: Valle de Valdebezana)‏, هي إحدى بلديات مقاطعة برغش, التي تقع في منطقة قشتالة وليون, والتي تقع في شمال غرب إسبانيا.
يبلغ عدد سكانها 723 نسمة وفقاً لإحصائية سنة (2002).